# Midsommartjärnen, Dalarna
Midsommartjärnen är en sjö i Smedjebackens kommun i Dalarna och ingår i Norrströms huvudavrinningsområde.